# تارو دانيال
تارو دانيال (باليابانية: ダニエル太郎) مواليد 27 يناير 1993 في نيويورك، نيويورك، الولايات المتحدة، هو لاعب كرة مضرب ياباني بدأ مسيرته كمحترف سنة 2010 يلعب باليد اليمنى. أعلى تصنيف له في الفردي كان المركز الـ 86 في سنة 2016. أعلى تصنيف له في الزوجي كان المركز الـ 566 في سنة 2013.

## النهائيات

### الفردي: 6 (الألقاب 3, الوصافة 3)
| الحصيلة | الرقم | التاريخ        | الدورة                   | الأرضية | المنافس         | النتيجة       |
| ------- | ----- | -------------- | ------------------------ | ------- | --------------- | ------------- |
| الوصافة | 1.    | 5 نوفمبر 2013  | يونج وول، كوريا الجنوبية | صلبة    | برادلي كلان     | 6–7(5–7), 2–6 |
| الوصافة | 2.    | 8 سبتمبر 2014  | إشبيلية، إسبانيا         | ترابية  | بابلو كارينو    | 4–6, 1–6      |
| الفوز   | 1.    | 20 أبريل 2015  | فرسلي، إيطاليا           | ترابية  | فيليبو فولاندري | 6–3, 1–6, 6–4 |
| الفوز   | 2.    | 1 يونيو 2015   | فورث، ألمانيا            | ترابية  | ألبرت مونتانيس  | 6–3, 6–0      |
| الوصافة | 3.    | 15 نوفمبر 2015 | كوبي، اليابان            | صلبة    | جون ميلمان      | 1–6, 3-6      |
| الفوز   | 3.    | 22 نوفمبر 2015 | يوكوهاما، اليابان        | صلبة    | جو سويدا        | 4-6, 6-3, 6-3 |

### الزوجي: 1 (الوصافة 1)
| الحصيلة | الرقم | التاريخ        | الدورة           | الأرضية | الشريك             | المنافس                            | النتيجة  |
| ------- | ----- | -------------- | ---------------- | ------- | ------------------ | ---------------------------------- | -------- |
| الوصافة | 1.    | 22 سبتمبر 2013 | القنيطرة، المغرب | ترابية  | الكسندر روميانتسيف | جيرار جرانويرس جوردي سامبر مونتانا | 4–6, 4–6 |

## الخط الزمني للفردي
مفتاح
| ف | ن | ن.ن | ر.ن | د# | د.م | ل | أ.أ | ت | غ | ب | ف | ذ | م.خ | ل.ت |

(ف) فاز بالبطولة (ن) وصل النهائي (ن.ن) نصف النهائي (ر.ن) ربع النهائي (د#) الأدوار الأربعة الأولى (د.م) دور المجموعات (ل) شارك في كأس ديفيز (أ.أ) خرج من الأدوار الاولى (ت) خسر التصفيات التأهيلية (غ) غاب عن الحدث أو البطولة (ب) حصل على ميدالية برونزية (ف) حصل على ميدالية فضية (ذ) حصل على ميدالية ذهبية (م.خ) بطولة الماسترز خُفضت إلى مرتبة أقل (ل.ت) البطولة لم تعقد في السنة المعينة.
لتجنب الارتباك وازدواجية الحساب، يتم تحديث هذه المعلومات إما في نهاية البطولة، أو عندما تكون مشاركة اللاعب في البطولة قد انتهت.
| دورات الجراند سلام |     |     |     |     |
| أستراليا المفتوحة  | ت3  | ت1  | د1  | 0–1 |
| فرنسا المفتوحة     | ت1  | د1  |     | 0–1 |
| بطولة ويمبلدون     | ت1  | ت1  |     | 0–0 |
| أمريكا المفتوحة    | د1  | ت3  |     | 0–1 |
| فوز-خسارة          | 0–1 | 0–1 | 0-1 | 0–3 |
| إحصائيات المسيرة   |     |     |     |     |
| الألقاب–النهائيات  | 0–0 | 0–0 | 0-0 | 0-0 |
| تصنيف نهاية العام  | 177 | 96  |     |     |

## روابط خارجية
- تارو دانيال على موقع رابطة محترفي التنس (الإنجليزية)
- تارو دانيال على موقع الاتحاد الدولي لكرة المضرب (الإنجليزية)
- تارو دانيال على موقع كأس ديفيز (الإنجليزية)
- تارو دانيال على موقع خلاصة التنس.كوم (الإنجليزية)
- تارو دانيال على موقع إي إس بي إن.كوم (الإنجليزية)
- تارو دانيال على موقع أوليمبيديا (الإنجليزية)